# Kós Károly tér
Koordináták: é. sz. 47° 27′ 21″, k. h. 19° 07′ 33″47.455833°N 19.125833°E

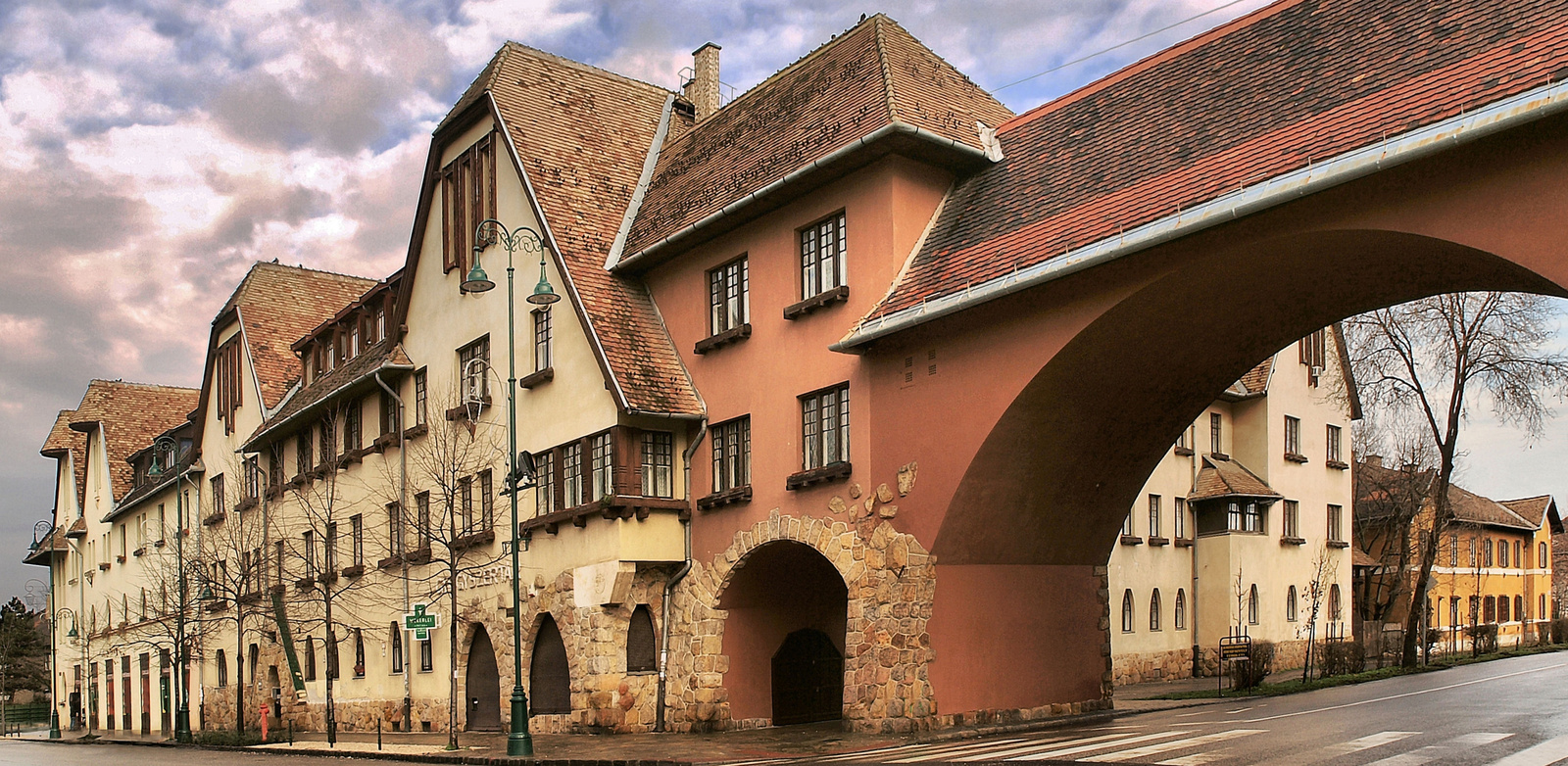
A tér Kós Károly által tervezett két épületének egyike, valamint az Ady Endre út felé nyíló, szintén általa tervezett kapu

A Kós Károly tér Budapest XIX. kerületében található köztér, egyben a Wekerletelep nevű városrész központja. Mai nevét 1987-ben kapta fő tervezője, Kós Károly neves (erdélyi) magyar építész után.
2011 szeptemberében az illetékes minisztérium a téren található összes lakóépületet, valamint a katolikus Wekerlei Munkás Szent József-templomot is védett műemlékké nyilvánította.

## Története
Wekerletelep építése 1908-ban kezdődött meg Wekerle Sándor politikus, miniszterelnök (és egyben ekkor egy ideig pénzügyminiszter) kezdeményezésére az angol munkástelepek mintájára, miután állami eszközökből megvásárolták a Sárkány család eladó birtokát.
A tér kialakítására kiírt pályázatot Kós Károly, mint meghívott építész nyerte meg 1912-ben.

### A tér kialakítása, épületek

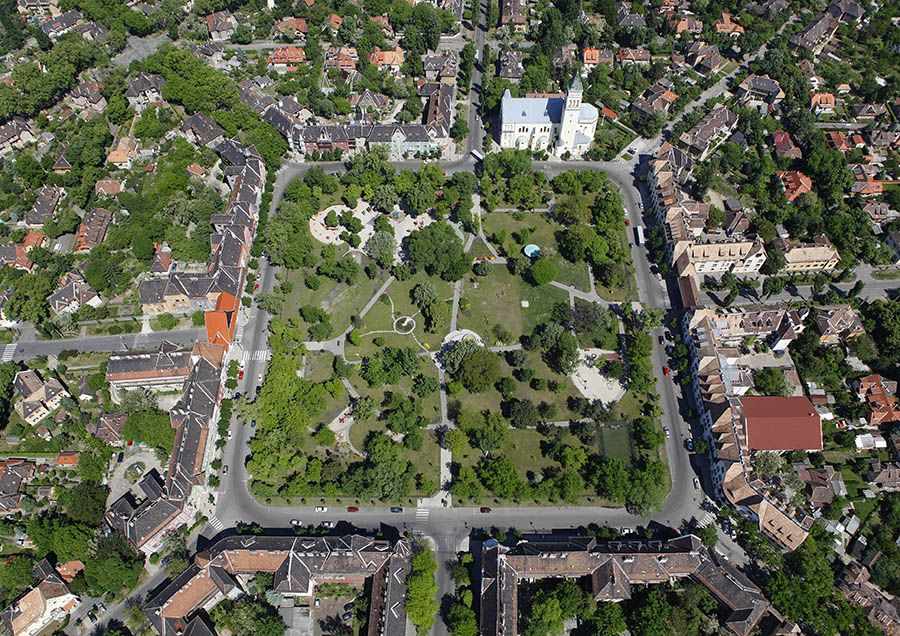
A Kós Károly tér légi felvételen

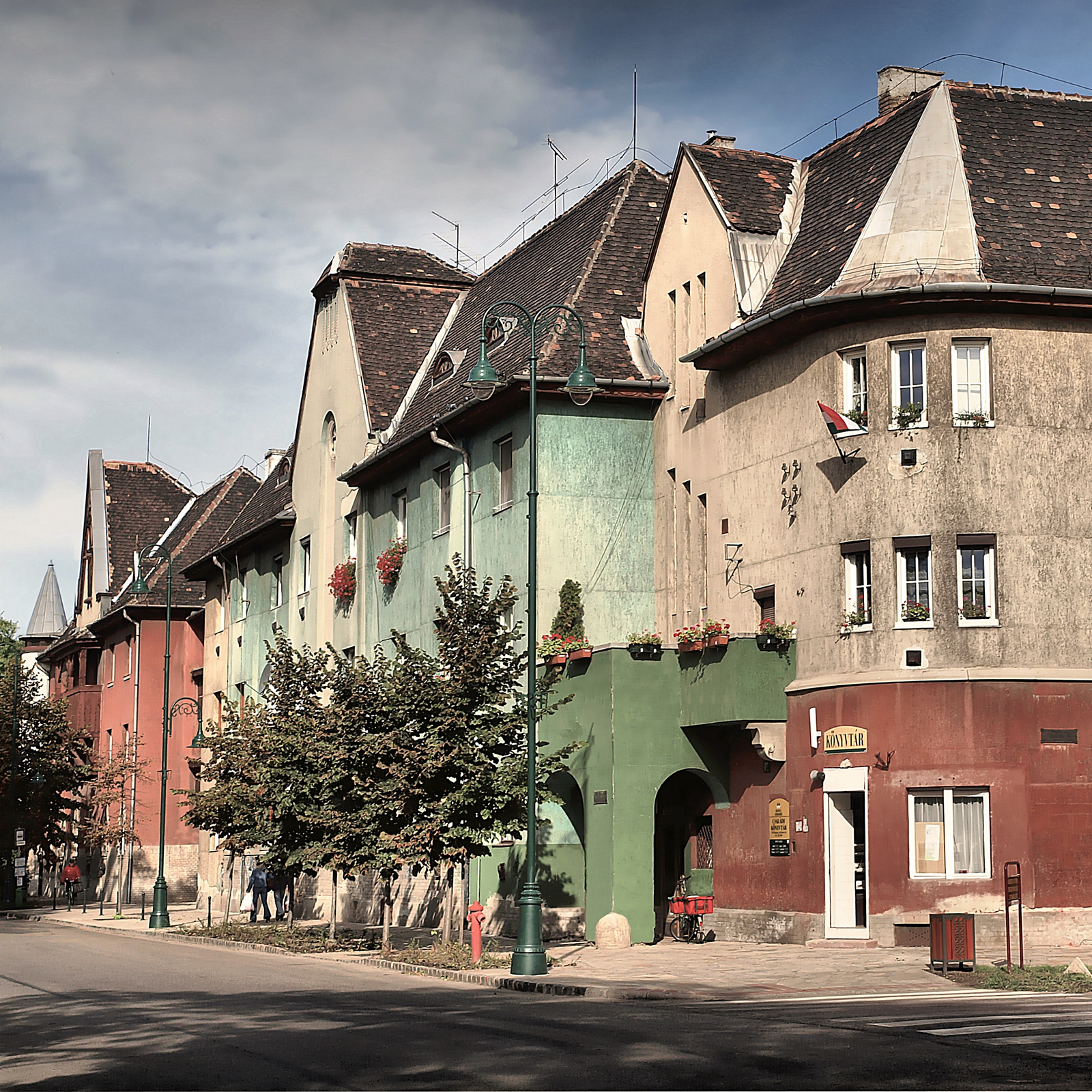
Lakóházak a téren

Az egész telep megtervezésénél kiemelkedő fontosságú volt a környezetnek a közösség életére gyakorolt várható hatása, ezért a főteret, mint kiemelkedően fontos területet, külön pályázat alapján akarták megépíteni.
A teret körülvevő utcák sugaras rendszerét a központba vezető nyolc bekötőút köti össze.
Noha az általános kialakításáért Kós felelt, sem neki, sem más építésznek nem engedték meg, hogy kettőnél több épületet tervezzenek ide, így Kós csak a 2. és 3. számú épületet, valamint a keleti kapuépítményt (a „Kós-kaput”) tervezhette meg. A kor neves építészei közül szép épületet tervezett Schodits Lajos, Eberling Béla és Zrumeczky Dezső is. Néhány évvel később a tér 6. sz. épületét Wälder Gyula neobarokk jegyeket viselő épülete, majd Györgyi Dénes a tér 5-ös száma alatt, már későbbi kort idéző lakóháza követte. A teret a Heintz Béla által jóval később, 1930-ban tervezett katolikus Wekerlei Munkás Szent József-templom zárja le. Keleti és nyugati végén egy-egy kapu van, mely a telepet átszelő Hungária út két torkolata fölött ível át. A keleti kaput Kós Károly, a nyugatit pedig építésztársa, Zrumeczky Dezső tervezte.
Ahogy az utakat és az épületeket, úgy a középső parkosított részt és benne a növényzetet is teljesen tudatosan tervezték meg és alakították ki (akárcsak az egész Wekerletelepen).
Neve kezdetben Fő tér, később pedig Petőfi tér lett, végül 1987-ben nevezték el kialakítójáról, Kós Károlyról, akinek 1987. november 25-én avatták fel egész alakos szobrát a parkban.
2010-ben a tér parkrészét, valamint a templomot Európai Uniós támogatásból teljesen felújították, 2011 szeptemberében pedig a tér összes lakóépületét és velük a templomot is műemlékké nyilvánították.

## A tér megjelenése a kultúrában
- 1994-ben itt forgatták a Patika című televíziós sorozatot és Hevesi Tamás - Ezt egy életen át kell játszani című slágerének vidám videóklipjét.

- A tér 4-es számú lakóépülete az 1998-2021 között sugárzott Barátok közt című televíziós sorozatban vált ismertté, mint az a fiktív "Mátyás király téri" társasház, ahol a szereplők többsége él és ahol a cselekmény nagyrészt játszódik. A sorozat házhoz közeli kültéri jeleneteit szintén a téren vették fel.